# Halbpacht
Halbpacht wird auch bezeichnet als Teilbau, Halbbau, Halbscheidwirtschaft, Halbteilwirtschaft, Métayage (Frankreich), Mezzadria (Italien) oder Fâcherie (Provence).
Es handelt sich um ein Pachtverhältnis, bei dem der Grundeigentümer neben dem Boden auch Arbeitsgeräte und Saatgut stellt, während der Pächter lediglich seine Arbeitskraft einbringt. Der Pächter benötigt daher, im Gegensatz zur Vollpacht, nur sehr wenig Kapital. Der Pachtzins wird in der Regel in Anteilswirtschaft als Anteil des Ertrags berechnet. Dadurch sinkt der Anreiz zu Investitionen für den Pächter und den Eigentümer, da sie jeweils nicht voll von den, aus der Melioration entstehenden, Differenzialrenten profitieren (wie bei Vollpacht oder Gutswirtschaft). Die Bodenerträge in Agrarverhältnissen, in denen Halbpacht vorherrscht, fallen daher oft hinter solchen zurück, in denen Vollpacht die Regel ist. Die Abhängigkeit des Pächters vom Eigentümer wird nicht selten noch durch Verschuldung verstärkt.
Obwohl bereits in der Antike bekannt, erlebte die Halbpacht ihre weiteste Verbreitung im frühneuzeitlichen Süd- und Westeuropa. In den unterentwickelten Gebieten Europas, Asiens und Südamerikas blieb sie jedoch noch lange Zeit, in Verbindung mit halbfeudalen Strukturen, vorherrschend und wurde erst im Rahmen umfassender Agrarreformen weitestgehend aufgelöst.
In Brasilien wurde das System nach den Verboten der Einfuhr von Sklaven 1831 und speziell 1850 eingeführt, nachdem die Preise für Sklaven gestiegen waren. Es sei laut Thomas Davatz billiger gewesen, eine ganze Familie von Europäern nach Brasilien zu holen, als einen Sklaven zu kaufen. Die miserablen Bedingungen für die Kolonisten auf mindestens einem Anwesen führten zum Aufstand von Ibicaba.